# TV3 (Lituânia)
TV3 é uma emissora de televisão da Lituânia, sendo a maior do país, apresentando vários programas, jornais, desenhos e séries.